# Mimorsidis medanus
Mimorsidis medanus är en skalbaggsart som beskrevs av Stefan von Breuning 1954. Mimorsidis medanus ingår i släktet Mimorsidis och familjen långhorningar. Inga underarter finns listade i Catalogue of Life.